# Elaphoglossum luzonicum
Elaphoglossum luzonicum är en träjonväxtart som beskrevs av Edwin Bingham Copeland. Elaphoglossum luzonicum ingår i släktet Elaphoglossum och familjen Dryopteridaceae. Inga underarter finns listade.